# 美国行政最高设施监狱
美国行政最高设施监狱（英語：United States Penitentiary, Administrative Maximum Facility），又称ADX弗洛伦斯监狱（ADX Florence），是一所位于美国科罗拉多州弗洛伦斯的超级监狱，由隶属于美国司法部的联邦监狱管理局负责管理及运营。监狱于1994年开始运营，截止2021年12月，是美国境内唯一一所ADX监狱（英文行政最高设施的缩写），即最高安全级别。在管理上，ADX弗洛伦斯是弗洛伦斯联邦监狱营的一部分，后者面积达49英亩，同时管理着FPC弗洛伦斯，FCI弗洛伦斯，USP弗洛伦斯这三座惩教机构，对应的安全级分别为低、中、高。而ADX弗洛伦斯在这四座监狱中安全级别最高，整个结构经过精心设计，用于关押全美国最危险最暴力的罪犯。截止2021年11月，共关押有332名罪犯。他们每天23小时呆在单人牢房中，四周浇灌了加固的钢筋水泥，且24小时都会被狱方监控。